# Lwowski Cyrk Państwowy
Lwowski Cyrk Państwowy /j. ukr: Львівський державний цирк/ – cyrk we Lwowie, znajduje się w specjalnie wybudowanym obiekcie przy ulicy Gródeckiej 83.
Budynek cyrku powstał u podnóża Góry Świętojurskiej w 1969 według projektu architektów A. Bachmatowa i M. Kaniewskiego. Jest to rotunda z cylindryczną, piętrową widownią, nakrytą dachem kopułowym. Pod widownią znajdują się pomieszczenia socjalne i toalety. Front budynku stanowi parterowy hol z kasami, biurem i poczekalnią. Cyrk posiada własny zespół aktorski, postawę repertuaru stanowią występy zwierząt. Ponadto w budynku odbywają się imprezy kulturalne, sportowe (walki bokserskie) oraz koncerty muzyczne. W nocy z 22 na 23 marca 2011 w budynku wybuchł pożar, nie było poszkodowanych, straty wyceniono na 500 tysięcy USD, po zakończeniu prac naprawczych cyrk wznowił działalność.